# Britische Besetzung Islands

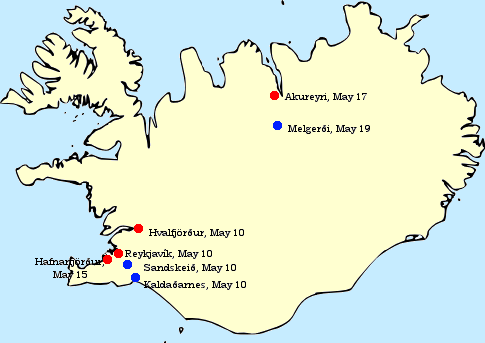
Britische Invasionsziele in Island (in Blau mögliche Luftlandeplätze, in Rot Häfen)

Die Britische Besetzung Islands während des Zweiten Weltkriegs erfolgte durch die Royal Navy und die Royal Marines am 10. Mai 1940. Die Invasion unter dem Decknamen Operation Fork wurde am 6. Mai beschlossen, da die britische Regierung befürchtete, dass die für die Luft- und Seeüberwachung des Nordatlantiks wichtige Insel ebenfalls von den Deutschen besetzt werden könnte, die die neutralen Staaten Norwegen und Dänemark, mit dem Island damals in Personalunion verbunden war, besetzt hatten.:33 Die deutsche Kriegsmarine befasste sich tatsächlich erst kurz nach der britischen Besetzung unter der Bezeichnung Unternehmen Ikarus mit Plänen zu einer Besetzung Islands, die allerdings wegen der unlösbaren Nachschubprobleme verworfen wurden. Die isländische Regierung protestierte gegen die britische Besetzung mit der Begründung, dass ihre Neutralität und ihre Unabhängigkeit offenkundig verletzt worden seien.
Zu Beginn des Krieges führte Großbritannien strenge Exportkontrollen für isländische Waren ein, wodurch profitable Lieferungen nach Deutschland im Rahmen der Seeblockade verhindert wurden. Das Vereinigte Königreich bot Island Hilfe an und bemühte sich um Zusammenarbeit, doch Reykjavík lehnte ab und bekräftigte seine Neutralität. Die deutsche diplomatische Präsenz in Island (Generalkonsul Werner Gerlach) sowie die strategische Bedeutung der Insel alarmierten die britische Regierung.

## Britische Besetzung

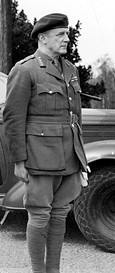
Robert Sturges (Foto 1944)

Nachdem die isländische Regierung nicht überredet werden konnte, sich den Alliierten anzuschließen, marschierte Großbritannien am Morgen des 10. Mai 1940 ein. Die erste Truppe von 746 Royal Marines unter dem Kommando von Oberst Robert Sturges (1891–1970) schiffte in der Hauptstadt Reykjavík aus. Die Truppen stießen auf keinen Widerstand und begannen schnell, Kommunikationsnetze zu deaktivieren, strategische Standorte zu sichern und deutsche Staatsbürger zu verhaften. Die Truppen zogen nach Hvalfjörður, Kaldaðarnes, Sandskeið und Akranes, um potenzielle Landeplätze gegen einen möglichen deutschen Gegenangriff zu sichern.

## Amerikanischer Schutz

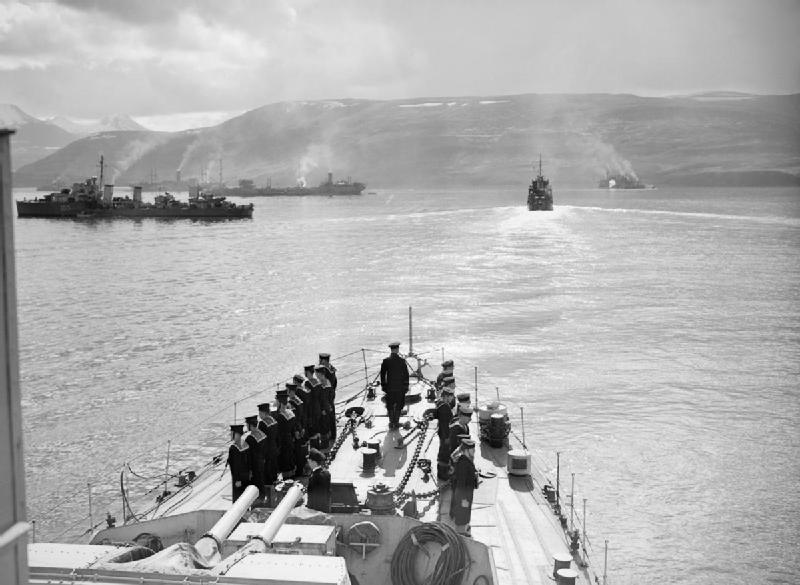
Schiffe des Geleitzug PQ 17 sammeln sich im Mai 1942 im Hvalfjörður in Island

Im Dezember 1940 während der Schlacht um England wurde die informelle Nachfrage des isländische Außenminister Stefánsson um US-amerikanische Schutzmöglichkeiten im Falle britischer Rückschläge vom US-Repräsentanten zurückgewiesen. Der Althing diskutierte das Thema im Frühling 1941 und war mehrheitlich dagegen. In geheimen Angloamerikanischen Stabsbesprechungen wurden in der ersten Jahreshälfte 1941 auch Pläne für die Besetzung Islands durch amerikanische Truppen besprochen, um die nordatlantische Seeverbindung zu sichern und die dortigen britischen Truppen freizusetzen. Der isländische Premierminister Hermann Jónasson stimmte nach Kabinettskonsultationen vom 27. Juni 1941 einer Stationierung zum „Schutze“ Islands zu und am 7. Juli landeten erste amerikanische Truppen. Roosevelt hatte auf eine Zustimmung der isländischen Regierung bestanden, um das Vertrauen der lateinamerikanischen Staaten in die US-Politik nicht durch ein fait accompli zu gefährden.:43–45 Die landenden US-Truppen waren US-Marines d. h. Berufssoldaten und so konnte Roosevelt die Beschränkungen des amerikanischen Wehrpflichtrechts (Selective Service Act) umgehen. Acht Tage nach der Landung wurde Island zur amerikanischen Verteidigungszone erklärt, die sich mit der deutscherseits beanspruchten Kampfzone überschnitt.